# Christopher Clavius
Christopher Clavius, född 25 mars 1538, död 12 februari 1612, var en tysk matematiker och jesuit.
Genom manuskriptet betitlat Compendiuem novae rationis restituendi kalendarium ("Kompendium om den nya planen för kalenderns återskapande") betraktas Aloysius Lilius som den gregorianska kalenderns upphovsman. Utifrån detta dokument utförde Clavius till stora delar de vid den gregorianska kalenderreformens utarbetande nödvändiga beräkningarna samtidigt som han införde vissa modifikationer i Lilius underlag.
Clavius har fått ge namn åt månkratern Clavius.